# Günter Auerswald
Günter Auerswald (* 27. Juni 1936 in Chemnitz) ist ein ehemaliger Radrennfahrer aus der DDR. 

## Sportliche Laufbahn
Mit 16 Jahren begann Auerswald seine Laufbahn in der Jugendabteilung der BSG Motor Diamant Karl-Marx-Stadt. Bis 1954 gewann er drei DDR-Jugend-Meistertitel im Mannschaftsfahren auf der Bahn und auf der Straße. 1957 wurde er DDR-Junioren-Vizemeister in der 4000-m-Mannschaftsverfolgung mit dem SC Motor Karl-Marx-Stadt.
Ab 1958 fuhr Auerswald hauptsächlich Steherrennen. Er bestritt auf den Bahnen der DDR insgesamt 191 Rennen, von denen er 49 gewann, 29 zweite und 28 dritte Plätze belegte. Außerdem fuhr er einige Wettkämpfe in der ČSSR und nahm 1965 an der Bahn-Weltmeisterschaft in San Sebastian teil und schied dort im Hoffnungslauf aus. Die erfolgreichste Zeit seiner Karriere fuhr Auerswald hinter Schrittmacher Erich Krüger aus Halle (Saale) (1961 bis 1966). Andere Schrittmacher waren Kurt Lippmanns, Fritz Erdenberger und Heinz Stöber.
Bei DDR-Meisterschaften erkämpfte Auerswald insgesamt vier Silbermedaillen (1962 bis 1965). 1959, 1963 sowie 1965 führte er die Tabelle der Jahresbestenliste an.
Ende 1966 beendete Auerswald seine aktive Laufbahn.

## Berufliches
Auerswald absolvierte eine Ausbildung zum Fernmeldetechniker. Später arbeitete er als Trainer in der Radsportsektion des SC Karl-Marx-Stadt.